# Седжон Великий
Седжо́н (кор. 세종, 世宗, Sejong), также известный как Седжон Великий (Седжон-тэван кор. 세종대왕, 世宗大王, Sejong Daewang «ван Седжон Великий») — 4-й ван (король) корейского государства Чосон, правивший в 1418—1450 годах. Личное имя — Ли До (кор. 이도, 李祹, Lee Do). Второе имя — Вонджон (кор. 원정, 元正, Won Jeong). Его считают одним из величайших правителей в истории Кореи и помнят как изобретателя хангыля — алфавита корейского языка.
Посмертные титулы — Чанхон-тэван, Мёнхё-тэван.

## Жизнеописание
Родился в 1397 году, третий сын вана Тхэджона. В 1412 году в возрасте 15 лет Ли До был дарован титул Великого принца Чхуннёна (кор. 충녕).
В 1417 г. король Тхэджон казнил братьев королевы Вонъён, матери своих старших сыновей, и вместо старшего сына принца Яннёна неожиданно назначил наследником третьего сына Чхуннёна. Старшие братья Седжона не пытались бороться за власть: Принц Яннён предпочитал охоту и развлечения государственным делам, ввиду чего был удалён из дворца; средний сын — Хёрён (кор. 효령) — ушёл в монастырь. Ван Тхэджон перед отречением зачищал правительство от должностных лиц, несогласных с возведением сына на престол: поскольку Седжон являлся третьим из братьев, то не был первым в порядке престолонаследия, однако он был усердным, любил читать, проявлял интерес к наукам. Зная это, Тхэджон в августе 1418 года, за два месяца до коронации, отрёкся от престола в пользу 22-летнего Седжона. Отец видел в своем младшем сыне все задатки, необходимые монарху — образованность, здравый ум и решительность. После отречения бывший король сохранял военную власть вплоть до своей смерти в 1422 году. Передавая трон Седжону, король Тхэчжон напутствовал, чтобы тот принес мир и спокойствие своему народу, поскольку ему самому в своё время пришлось быть безжалостным, чтобы утвердить королевскую власть и заложить основы династии Чосон. Седжон пользовался огромной любовью простого народа .
Седжон правил с 1418 года до своей смерти в 1450 году.
В период правления Седжона Корея испытала большой культурный подъём. Сам Седжон очень умело рисовал, при его правлении работали такие художники как Ан Гён, Кан Хи Ан, принц Анпхён, третий сын Седжона, также известный как И Ён.
В 1420 году Седжон учредил придворную академию Чипхёнджон («Зал достойных»), учёные которой разработали слоговой алфавит хангыль, являющийся в настоящее время основой корейской письменности.

## Военные достижения

### Цусимские пираты
Важным направлением во внешней политике в царствование Седжона было улаживание отношений с Японией, потому что в конце XIV — начале XV в. Корея подвергается набегам японских пиратов (с 1393 по 1407 год был зафиксирован 61 пиратский рейд). Эти нападения разоряли южные прибрежные провинции, что приводило к их обезлюдению, а также нарушали морское сообщение с Китаем и Японией (захватывались корабли, которые везли в Чосон ценные грузы). При этом пираты пользовались поддержкой как японских (например, правителей Цусимы), так и некоторых корейских могущественных кланов.[страница не указана 2424 дня]
Наиболее опустошительным был набег в 1419 году, когда японские пираты на 50 военных кораблях, направлявшихся к берегам китайской провинции Чжэцзян, в 5-й день 5-го месяца, проходя мимо берегов Кореи, высадились в провинции Чхунчхон в уезде Пиин. Получив отпор со стороны корейских сухопутных войск, японцы попытались продолжить свой грабительский рейд севернее, высадившись 11-го числа в местечке Ёнпхён провинции Хванхэ, которая находилась с противоположной стороны залива. Тогда, в 14-й день 5-го месяца 1419 года, король Седжон по совету своего отца организовал Восточную экспедицию (в год Земляной Свиньи) против пиратских гнезд на острове Цусима, расположенном в Корейском проливе в 50 километрах от Пусана. Флот в составе 227 кораблей и 17 тысяч солдат под командованием Ли Чжонму был сформирован к 6-му месяцу и подошел к берегам Цусимы, к 20-му числу того же месяца 1419 года потопил за две недели 124 вражеских судна, и они нанесли значительный урон прибрежным поселениям. Во время вторжения корейцы убили 700, взяли в плен 110 пиратов, а также освободили не менее 140 китайцев, захваченных пиратами. С корейской стороны 180 человек погибло в бою.
В сентябре 1419 года от губернатора Цусимы добились покорности Корее и обещания впредь не допускать пиратских набегов к её берегам. По просьбе цусимского правителя по «Договору года кехэ» 1443 г. (25-й год Седжона) японцы получили разрешение вести торговлю в трех корейских портах (Пусане (кор. 부산), Чепхо (кор. 제퍼) и Ёмпхо (кор. 염퍼), известных как «Три порта» — Сампхо), куда в год могло прибывать 50 кораблей, и временно селиться в этих городах. Исключением стал 1510 год, когда японские поселенцы Трех портов подняли мятеж и затем порты были закрыты, на протяжении XV—XVI вв. японцы постоянно проживали в южной части Кореи. Считается, что Корею ежегодно посещало до 6—8 тыс. японцев, а средний срок их проживания составлял около 8 месяцев в году. В Японию вывозили продовольствие и ткани (особенно хлопчатобумажные), одежду и фарфор, меха, женьшень и книги. Из Японии в Корею привозили медь, олово, красители, серу, лекарства и благовония.[страница не указана 2424 дня]
С Японией — правительством сёгуната Асикага — происходил обмен посольствами. Проезд через Цусиму сопровождали торжественные ритуалы, корейских посольств (Корея была единственной страной, которой в XVII—XIX веках разрешалось отправлять посольства в Японию). Власти Цусимы какое-то время признавали свое «зависимое» положение от Кореи — примерно по той же схеме сама Корея признавала свою «зависимость» от Китая. Проявлялась эта зависимость в форме выплаты дани, причем в ответ Корея посылала на Цусиму подарки, которые по своей ценности могли превосходить стоимость дани. Единственным же существенным проявлением вассалитета Цусимы по отношению к Корее было обычное добрососедство взамен былой вражды. При этом Корея и не пыталась установить административный контроль над островом.

### Присоединение чжурчжэньских земель к Чосону
Корейское правительство давно волновал вопрос о присоединении чжурчжэньских[каких?] земель к территории Чосона. Чжурчжэни не сразу вошли в состав Чосона. Сначала чжурчжэней покорила в 1234 году монгольская империя Юань, но позже во время правления династии Мин чжурчжэни имели свои княжества в районе северо-востока современного Китая. Корё удалось присоединить монгольское наместничество Ссансон в 1356 году, вытеснив чжурчжэней к реке Туманган, затем и на северо-восток страны.
Взаимоотношения корейцев и чжурчжэней складывались под влиянием двух обстоятельств: чжурчжэни нападали на корейские земли, а корейцы, придерживаясь конфуцианской этики, считали чжурчжэней «варварами» и требовали, чтобы те признали подданство Кореи и поставляли в страну ежегодную дань.
Для решения чжурчжэньского вопроса Седжон избрал многовекторную политику. В 1406 году неподалёку от поселений Кёнвон и Кёнсон построили специальные рынки, служившие торговле между корейцами и чжурчжэнями (чжурчжэни привозили для торговли меха и лошадей, а закупали ткани и продовольствие). В 1432 году на южном берегу Тумангана построили крепость (чин) Нёнбук (в русскоязычной литературе её называют Нёнбукчин). В 1434 году построили «шесть крепостей» — юкчин, состоящий из крепостей Чонсон (вместо Нёнбук), Онсон, Кёнвон, Кёнхын, Пурён, Хверён. Расположение крепостей обеспечивало защиту северо-восточных границ, из этих крепостей можно было выдвигаться в походы на врагов.
С 1435 года король стал заселять северо-восточные земли Чосона. Переселение провели следующим образом: переселившимся чжурчжэням давали землю; оказывали помощь при строительстве домов; чжурчжэньских вождей привлекали раздачей почетных чинов и предметов роскоши, торговыми привилегиями; корейских чиновников южных провинций переселяли на северо-восточные земли Чосона.

## Литературные труды
Назначив Квансыптокам кор. 관습도감(慣習都鑑) (государственный офис), Седжон поручил Пак Ёну кор. 박연 упорядочить использовавшуюся в ритуалах поклонения предкам китайскую музыку и гармонично объединить её с корейской музыкой. Также, для новой музыки были созданы новые инструменты, такие как пхёнгён кор. 편경 и пхёнджон кор. 편종, а записывали новую музыку с помощью джоганбо кор. 정간보 (井間譜).
Седжон хорошо осознавал, что экономика молодого государства зависит от сельского хозяйства. Для улучшения управления экономикой страны был издан указ о прогрессивном налоге, зависящем от размера урожая. Указ позволил крестьянам продавать излишки зерна. Новая власть привнесла в деревню стабильность, что не могло не стимулировать производство — крестьяне получили уверенность, что излишки не будут несправедливо отобраны. За счет распашки целины, освоения северного пограничья значительно увеличился фонд обрабатываемых земель. Когда в государственных закромах скапливалось много зерна, а страну постигал неурожай и голод, продовольствие распределялось среди крестьян и бедных прослоек общества.
Ван Седжон желал, чтобы крестьяне научились агротехническим методам и по его приказу была составлена и изготовлена книга энциклопедического содержания Nongsa-jikseol кор. 농사직설. Книга была написана двумя министрами рангом munsin[неизвестный термин] Чон Чо кор. 존저 и Буён Хё Мун кор. 변효문. Нонса чиксолъ («Популярные беседы о земледелии», 1430 г.), содержавшая множество практических советов, распространялась по всем провинциям Чонсона и была призвана содействовать улучшению состояния земледелия на всей его территории. В книге описывались все зерновые культуры, которые выращивались на полях страны, а также содержались сведения о шелководстве.
Ван Седжон Великий проявил свой талант и на литературном поприще. Он написал ряд произведений, которые высоко оценены благородными потомками:
- Yongbi Eocheon Ga («Songs of Flying Dragons», «Ёнгби Еченга» («Песня полета дракона» 1445 г.)[источник не указан 2424 дня];
- Seokbo Sangjeol « Сэкбо Сангчжоль» («Эпизоды из жизни Будды» 1447 г.);
- Worin Cheon-gang Jigok «Орин Чхонганг Чжидок» («Песня Луны, сияющей в тысячи рек» 1447 г.);
- Dongguk Jeong-un «Донгук Чжонгъун» («Словарь надлежащего китайско-корейского произношения» 1447 г.)[15].

## Правовая и уголовная система правосудия
Седжон считал, что любой закон должен быть основан на принципах сострадания и морали, и он ставил в приоритет комфорт и благосостояние народа. Следующие выдержки, извлеченные из Sejong Sillok, проиллюстрировали эту точку зрения:

Король сказал своим министрам: «Как должно быть трудно понять образованному человеку серьёзность обиды правонарушения до момента судебного постановления. Как должно быть трудно человеку с низким уровнем образования понять законы и воздерживаться от малых и больших прегрешений. Хотя это может показаться невозможным, чтобы каждый из нас знал все законы, мы должны перевести на более важные постановления законодательства в Yidu и разместить их публично, выставлять в общественных местах так, чтобы народ мог избежать использования в криминальных целях».
Оригинальный текст (итал.)Permettere alle leggi di essere conosciute al pubblico Il re disse ai suoi ministri, “Anche per un uomo istruito è difficile comprendere la gravità di un’offesa fino al momento della sentenza dettata dalla legge. Quanto deve essere ancora più difficile per un uomo con meno istruzione comprendere le leggi e astenersi da piccole e grandi trasgressioni?  Anche se può sembrare impossibile per ognuno di noi conoscere tutte le leggi, dovremmo almeno tradurre gli articoli di legge più importanti nel Yidu e affiggerli pubblicamente, cosicché il popolo possa evitare di usare modi criminali.”.
— Sejong Sillok, 7 novembre, 14 anno (1432)
Второй источник[какой?] свидетельствует, что между чиновниками и королём Седжоном происходил спор. В этом разговоре Седжон сказал: «Как вы можете считать правильным запрещать слабым проявить свой ропот? Понимаю ваши возражения, но я не вижу правды в ваших решениях.» Чиновник Хо Джо отозвал свои комментарии. Госслужащий Ан проявил солидарность с королём. Он отметил: «В политике лучше всего управлять, когда мы позволяем людям раскрыть свои сокровенные мысли своим правителям. Какая система власти под Небесами не может запретить достойной награды за несправедливость и право обратиться. Таким образом, мы удовлетворяем судей и партии.»
Эти воспоминания иллюстрируют две противоречащие точки зрения на функции права. Хо Джо кор. 허 저 считал, что, если обычные люди были бы знакомы с действующим законодательством, то они были бы не согласны, или они критиковали решения, вынесенные судьями, и, таким образом, нанесли бы ущерб репутации и власти правящего класса. Закон был в его видении ничто больше[что?], чем простой способ контролировать народ. Для Седжона это был способ гарантировать, чтобы народ не совершал неправомерные действия, и сохранить социальный порядок, который понимался[кем?] как счастье тех, кто жили в нём. По этой причине он стремился информировать о законах, гарантируя для своих подданных право на обжалование условно не справедливого решения. Через решение позволить апелляционный процесс и в то же время предоставить иммунитет судьям от ответственности, если кто-нибудь принял неправильное решение, Седжону удалось рассмотреть распространенное недовольство народа и в то же время сохранить авторитет офицеров закона[неизвестный термин], удовлетворяющие обе стороны.

## Память
Королю установлен памятник в Сеуле во дворце Токсугун. По решению президента Республики Корея Ли Мёнбака в 2007 году начато сооружение города Седжон, названного в честь короля Седжона Великого. В этот город планируется перенести из Сеула многие правительственные учреждения.

## Образ в культуре
О жизни Седжона Великого повествуют следующие киноленты:
| Год       | Название                     | Исполнитель роли      | Канал             |
| --------- | ---------------------------- | --------------------- | ----------------- |
| 2008      | Седжон Великий!              | Ким Сангён            | KBS1              |
| 2011      | Дерево с глубокими корнями   | Хан Саккю             | SBS               |
| 2012      | Королева Инссо               | Чан Мусон             | ?                 |
| 1983-1990 | 500 лет династии Чосон       | ?                     | MBC               |
| 2012      | Я король                     | Чо Джихун             | ?                 |
| 2008      | '' Божественное оружие''     | Ан Сунки              | SBS               |
| 1998-2000 | Король и дождь               | Хан Саккю             | KBS               |
| 1996-1998 | Слёзы дракона                | Ким Мисэн             | KBS               |
| 1998—2000 | Саюксин                      | Ли Хёсин              | KBS               |
| 2015      | Брызги любви                 | Юн Ду Джун            | MBC,Naver TV Cast |
| 2019      | Язык нашей страны Астрономия | Сон Кан Хо Хан Сок-кю | KBS               |
| 2016      | Чан Ён Силь                  | Ким Сан Гён           | KBS1              |